# Aire d'attraction de Farébersviller
L'aire d'attraction de Farébersviller est un zonage d'étude défini par l'Insee pour caractériser l’influence de la commune de Farébersviller sur les communes environnantes.

### Carte

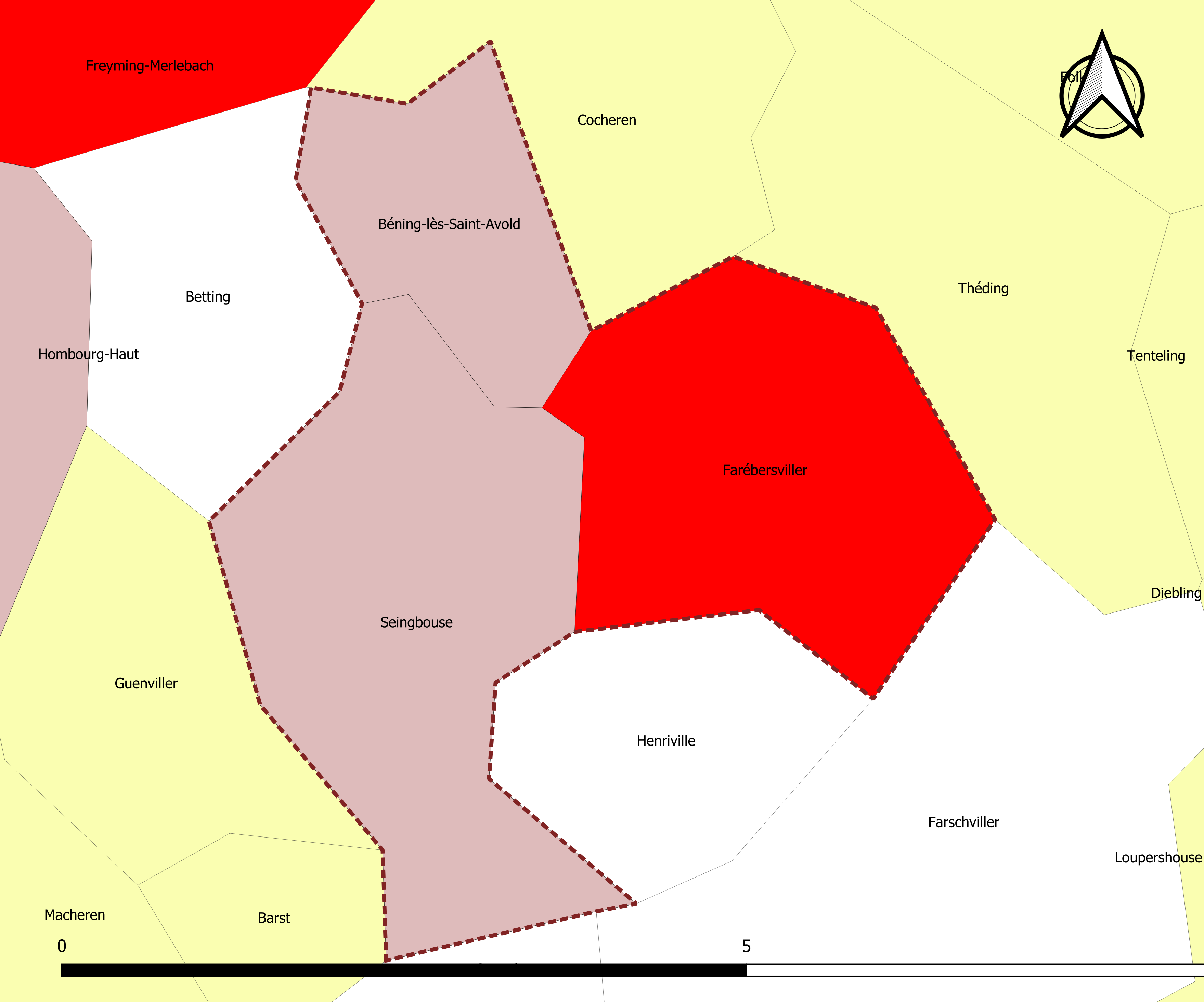
Carte de l'aire d'attraction de Farébersviller.
Commune-centre
Commune du pôle principal

## Définition
L'aire d'attraction d'une ville est composée d’un pôle, défini à partir de critères de population et d’emploi ainsi que d’une couronne constituée des communes dont au moins 15 % des actifs travaillent dans le pôle. Le pôle d’attraction constitue ainsi un point de convergence des déplacements domicile-travail,.

## Géographie
L’aire d'attraction de Farébersviller est une aire intra-départementale qui comporte 3 communes dans la Moselle. 

### Composition communale
| Nom                             | Code Insee | Département | Statut                    | Superficie (km2) | Population (dernière pop. légale) | Densité (hab./km2) | Modifier                                    |
| ------------------------------- | ---------- | ----------- | ------------------------- | ---------------- | --------------------------------- | ------------------ | ------------------------------------------- |
| Farébersviller (commune-centre) | 57207      | Moselle     | commune-centre            | 6,88             | 5 226 (2022)                      | 760                | modifier les données · modifier les données |
| Béning-lès-Saint-Avold          | 57061      | Moselle     | commune du pôle principal | 3,69             | 1 133 (2022)                      | 307                | modifier les données · modifier les données |
| Seingbouse                      | 57644      | Moselle     | commune du pôle principal | 8,05             | 1 695 (2022)                      | 211                | modifier les données · modifier les données |

## Démographie
Cette aire est catégorisée dans les aires de moins de 50 000 habitants, une catégorie qui regroupe 12,2 % de la population au niveau national,.